# Gobernanza de datos
La gobernanza de datos es un término que se utiliza tanto a nivel macro como micro. El primero es un concepto político y forma parte de las relaciones internacionales y la gobernanza de Internet; este último es un concepto de gestión de datos y forma parte del gobierno corporativo de datos.

## Nivel macro
En el nivel macro, la gobernanza de datos se refiere los flujos de datos transfronterizos entre países y, por lo tanto, se denomina más precisamente gobernanza internacional de datos. Este campo consta de "normas, principios y reglas que rigen varios tipos de datos".

## Nivel micro
Aquí la atención se centra en una empresa individual. En este caso, la gobernanza de datos es un concepto de gestión de datos relacionado con la capacidad que permite a una organización garantizar que exista una alta calidad de datos durante todo el ciclo de vida de los datos y que se implementen controles de datos que respalden los objetivos comerciales. Las áreas de enfoque clave de la gobernanza de datos incluyen disponibilidad, usabilidad, consistencia, integridad y seguridad de datos e incluye el establecimiento de procesos para garantizar una gestión de datos eficaz en toda la empresa, como la responsabilidad por los efectos adversos de la mala calidad de los datos y garantizar que los datos que tiene una empresa puedan ser utilizados por toda la organización.
Un administrador de datos es un rol que garantiza que se sigan los procesos de gobierno de datos y que se cumplan las pautas, además de recomendar mejoras a los procesos de gobierno de datos.
La gobernanza de datos abarca las personas, los procesos y tecnologías de la información necesarios para crear un manejo coherente y adecuado de los datos de una organización en toda la empresa comercial. Proporciona a las prácticas de gestión de datos la estrategia y la estructura necesarias para garantizar que los datos se gestionen como un activo y se transformen en información significativa. Los objetivos pueden definirse en todos los niveles de la empresa y hacerlo puede ayudar a que quienes los utilicen acepten los procesos. Algunas metas incluyen
- Aumento de la coherencia y la confianza en la toma de decisiones.
- Disminuir el riesgo de multas regulatorias
- Mejorar la seguridad de los datos, definiendo y verificando también los requisitos para las políticas de distribución de datos[4]
- Maximizar el potencial de generación de ingresos de los datos
- Designación de responsabilidad por la calidad de la información
- Permitir una mejor planificación por parte del personal de supervisión
- Minimizar o eliminar el reproceso
- Optimizar la eficacia del personal
- Establecer líneas de base de desempeño del proceso para permitir esfuerzos de mejora.
- Reconocer y guardar todas las ganancias

Estos objetivos se logran mediante la implementación de programas de gobernanza de datos o iniciativas que utilizan técnicas de gestión del cambio.
Cuando las empresas desean, o se les exige, obtener el control de sus datos, empoderan a su gente, configuran procesos y obtienen ayuda de la tecnología para hacerlo.
Según un proveedor, el gobierno de datos es una disciplina de control de calidad para evaluar, administrar, usar, mejorar, monitorear, mantener y proteger la información organizacional. Es un sistema de derechos de decisión y responsabilidades para los procesos relacionados con la información, ejecutado de acuerdo con modelos acordados que describen quién puede tomar qué acciones con qué información, y cuándo, bajo qué circunstancias, usando qué métodos.
Esta perspectiva "micro" del concepto de gobernanza de datos es la que emplea Panamá en su Agenda digital 2020 cuando la define como «conjunto de políticas, procesos y estrategias que permiten garantizar la seguridad, gestión, acceso, calidad y uso óptimo de los datos». Estos datos son los que posee el Estado panameño sobre ciudadanos, empresas, y sobre sí mismo.

## Impulsores de la gobernanza de datos
Si bien las iniciativas de gobernanza de datos pueden estar impulsadas por el deseo de mejorar la calidad de los datos, con mayor frecuencia son impulsadas por regulaciones externas. En un informe reciente realizado por la comunidad CIO WaterCooler, el 54% afirmó que el factor clave era la eficiencia en los procesos; 39% - requisitos reglamentarios; y solo un 7% de atención al cliente. Ejemplos de estas regulaciones incluyen la Ley Sarbanes-Oxley, Basilea I, Basilea II, HIPAA, GDPR, cGMP, y una serie de regulaciones de privacidad de datos. Para lograr el cumplimiento de estas regulaciones, los procesos y controles comerciales requieren procesos de administración formales. Los programas exitosos identifican impulsores significativos tanto para el liderazgo ejecutivo como para el supervisor.
Los temas comunes entre las regulaciones externas se centran en la necesidad de gestionar el riesgo. Los riesgos pueden ser errores financieros, la liberación involuntaria de datos confidenciales o la mala calidad de los datos para las decisiones clave. Los métodos para gestionar estos riesgos varían de una industria a otra. Los ejemplos de mejores prácticas y pautas comúnmente referenciadas incluyen COBIT, ISO/IEC 38500 y otros. La proliferación de regulaciones y estándares crea desafíos para los profesionales del gobierno de datos, particularmente cuando múltiples regulaciones se superponen a los datos que se administran. Las organizaciones a menudo lanzan iniciativas de gobernanza de datos para abordar estos desafíos.

## Iniciativas de gobernanza de datos (dimensiones)
Las iniciativas de gobierno de datos mejoran la calidad de los datos al asignar un equipo responsable de la precisión, integridad, consistencia, puntualidad, validez y singularidad de los datos. Este equipo generalmente consta de liderazgo ejecutivo, administración de proyectos , gerentes de línea de negocio y administradores de datos. El equipo generalmente emplea algún tipo de metodología para rastrear y mejorar los datos empresariales, como Six Sigma, y herramientas para el mapeo de datos, la elaboración de perfiles, la limpieza y el monitoreo de datos.
Las iniciativas de gobernanza de datos pueden tener como objetivo lograr una serie de objetivos que incluyen ofrecer una mejor visibilidad a los clientes internos y externos (como la gestión de la cadena de suministro), el cumplimiento de la ley reguladora, mejorar las operaciones después de un rápido crecimiento de la empresa o fusiones corporativas, o ayudar a la eficiencia de trabajadores del conocimiento empresarial al reducir la confusión y el error, y aumentar su alcance de conocimiento. Muchas iniciativas de gobernanza de datos también se inspiran en intentos anteriores de corregir la calidad de la información a nivel departamental, lo que lleva a procesos de calidad de datos incongruentes y redundantes. 
La mayoría de las grandes empresas tienen muchas aplicaciones y bases de datos que no pueden compartir información fácilmente. Por lo tanto, los trabajadores del conocimiento dentro de las grandes organizaciones a menudo no tienen acceso a los datos que necesitan para hacer mejor su trabajo. Cuando tienen acceso a los datos, la calidad de los datos puede ser deficiente. Al establecer una práctica de gobierno de datos o una autoridad de datos corporativos, estos problemas se pueden mitigar.
La estructura de una iniciativa de gobernanza de datos variará no solo con el tamaño de la organización, sino también con los objetivos deseados.

## Implementación
La implementación de una iniciativa de gobernanza de datos puede variar tanto en alcance como en origen. A veces, surgirá un mandato ejecutivo para iniciar un esfuerzo en toda la empresa, a veces el mandato será crear un proyecto o proyectos piloto, de alcance y objetivos limitados, destinados a resolver problemas existentes o demostrar valor. A veces, una iniciativa se originará más abajo en la jerarquía de la organización y se implementará en un alcance limitado para demostrar valor a los patrocinadores potenciales más arriba en la organización. El alcance inicial de una implementación también puede variar mucho, desde la revisión de un sistema de TI único hasta una iniciativa entre organizaciones.